# Саутгемптон
Саутге́мптон (англ. Southampton; i[saʊθˈhæmptən]) — місто і порт на південному узбережжі Великої Британії, на березі Ла-Манша.

## Історія
Історія міста починається 70 р. н. е. під ім'ям Клаусентум (англ. Clausentum). Це місто мало стратегічне значення як гавань для більших міст Солсбері та Вінчестер. Після норманського вторгнення 1066 р. значення міста підвищилося — сусіднє місто Вінчестер стало столицею Англії, а Саутгемптон — найважливішим портом країни. З початком поширення британського впливу в Азії та Північній Америці гавань почала втрачати своє значення через вигідне розташування таких портів, як Плімут та Ліверпуль. У XVII столітті місто стало улюбленим місцем відпочинку, однак швидко втратило свої позиції коли почала зростати популярність іншого міста — Брайтон.
Розквіт міста почався в середині XIX століття, коли декілька суднобудівних верфів було засновано в Саутгемптоні. Суднобудування стало найважливішою галуззю індустрії і гавань розбудувалася завдяки зростаючій торгівлі з Північною Америкою. У 1907 р. судноплавна компанія White Star Line заснувала тут свою штабквартиру, а пізніше компанія Cunard Line також прибула в місто. Перед Другою світовою війною тут був збудований аеропорт і декілька фабрик. Під час Другої світової війни в передмісті Саутгемптона (авіабудівна компанія Supermarine Aviation Works, Ltd) будували літаки Supermarine Spitfire. Хоча місто й було дещо зруйноване під час бомбардувань, його знову відбудували і ще збільшили — були побудовані нові сучасні будинки, новий аеропорт.

## Відомі особистості
В поселенні народився:
- Роберт Ренеджер — англійський капер.